# Kínai folyamidelfin
A kínai folyamidelfin vagy kínai delfin (Lipotes vexillifer) az emlősök (Mammalia) osztályának párosujjú patások (Artiodactyla) rendjébe, ezen belül a Lipotidae családjába tartozó faj.
Családjának és nemének az egyetlen élő faja és egyben a típusfaja is. A kínai delfin a világ legkevésbé ismert delfinje, csak 1914-ben, az úgynevezett Tungting-tóban fedezték fel.

## Neve
Neve, a Lipotes vexillifer, már önmagában sokat elmond a fajról. A lipotes „hátrahagyottat”, a vexillifer „zászlóvivőt” jelent. A név találó, hiszen ha ma élnek még egyáltalán kínai folyamidelfinek, azok fajuk hátrahagyott, utolsó zászlóhordozói. Ezt az állatot még baiji-nak is nevezik.

## Előfordulása
Kínában honos, a Jangce folyóban és a hozzá kapcsolódó tavakban él. Egykoron ez a faj Sanghajtól, azaz a Jangce deltájától, egészen 1700 kilométerrel beljebb eső folyószakasz között élt. Ugyan már kihaltnak nyilvánították, ami nagy valószínűséggel igaz is, ettől függetlenül a tudósok máig vitáznak erről. Oka: élőhelyének elvesztése és az a tény, hogy rendkívül sok egyed pusztult el halászhálókban, valamint a folyószennyezés következtében.

## Megjelenése
A felnőtt hím körülbelül 230 centiméteres, míg a nőstény 250 centiméteresre nő meg; a legnagyobb észlelt egyed 270 centiméteres volt. Testtömege 135-230 kilogramm között mozog. A háti része és oldalai kékesszürkék, míg hasi része fehér. A zavaros vízben való életmód miatt nemigen hagyatkozhat a szemeire, emiatt ezek kis méretűek lettek.

## Életmódja
Egyesével fogja el halakból álló táplálékát, melyhez kibocsátott és visszaverődött ultrahangot használ; ez 70-100 kHz frekvenciájú lehet. A rá jellemző kúpos fogak, melyekből 31-36 darab van, tökéletesek a síkos halak elfogásához. Kisebb, 2-6 fős csoportokban él. Általában 30-40 km/óra sebességgel úszik, de amikor menekül vagy vadászik, elérheti a 60 km/órás sebességet is. Mivel szeme gyenge és hangradarral tájékozódik, a zavaros vízben nagy veszélyt jelent számára az emberek által keltett zaj. Az állat körülbelül 24 évig élhet.

## Szaporodása
Az ivarérettséget a hím négyévesen, míg a nőstény hatévesen éri el. A vemhesség 10-11 hónapig tart; ennek végén egy 80-90 centiméteres borjú születik, melyet anyja 8-20 hónapig szoptat. A borja többsége február és április között jön világra. Két borjú között nagyjából 2 év van.

## Megmentési kísérletek
2004 óta nem látták. 2007 nyarán egy kutatócsoport indult a keresésére, ám 6 hónap kutatás után sem találtak semmit. A támogatás elfogyott, és a küldetést feladták. Azonban közvetlenül az expedíció vége után egy kínai férfi felvételeket készített egy fehér állatról, melyet a kínai Anhuj tartományban látott. A leírás pontosan illett a kínai folyami delfinre. Folyami fajokra jellemző hosszú, vékony arcorra és hajlékony nyaka volt, amely arra szolgált, hogy megkönnyítse az iszapban való turkálást, és a teste is felismerhető volt jellegzetes alakjáról. A kutatók megerősítése ellenére (tényleg kínai folyamidelfin volt a felvételen), sincs túl sok esély a túlélésre. Ha maradtak is kínai folyamidelfinek, ahhoz mindenképpen túl kevesen vannak, hogy megmentsék a fajt.

## Képek

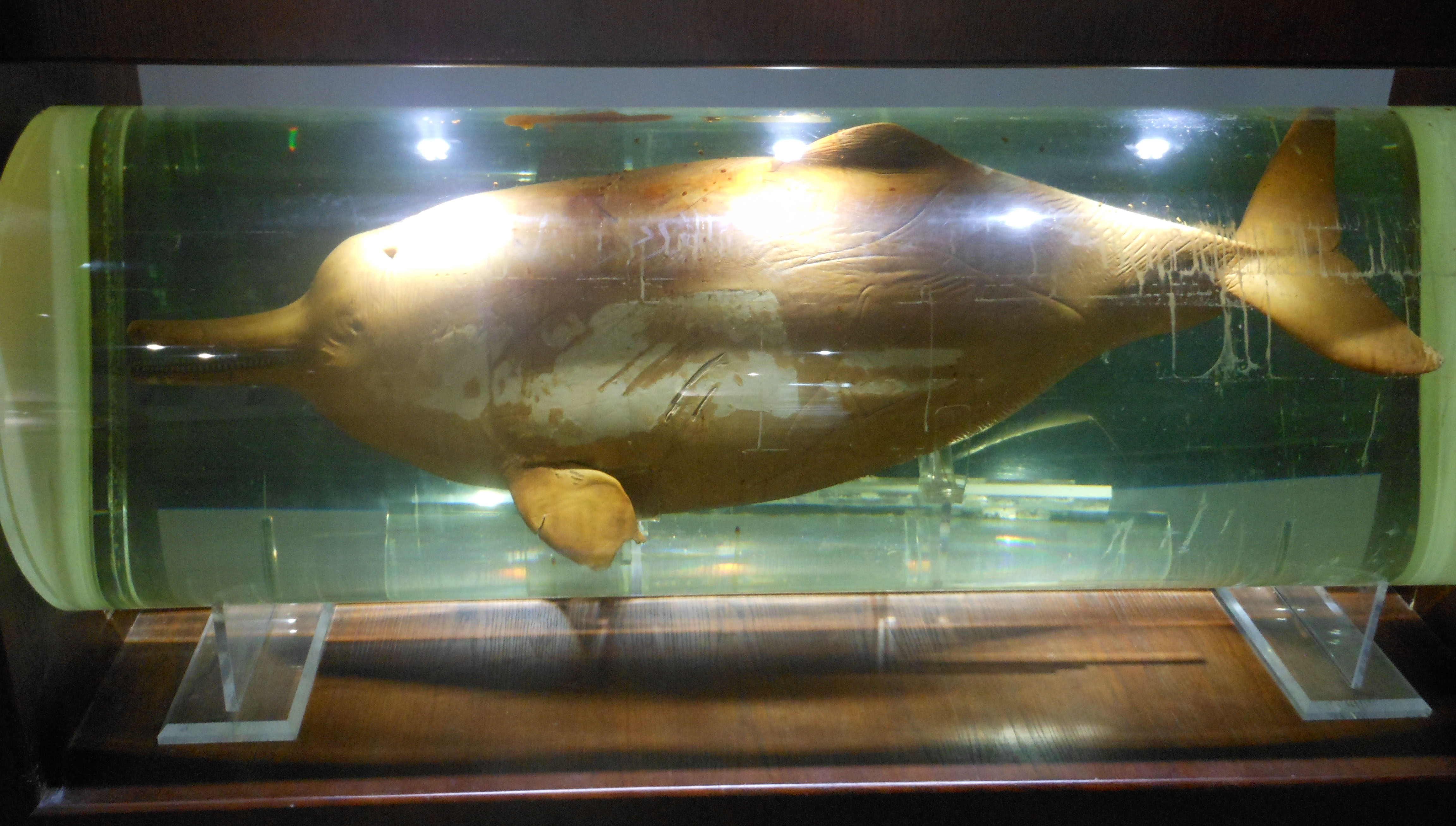
egy múzeumban
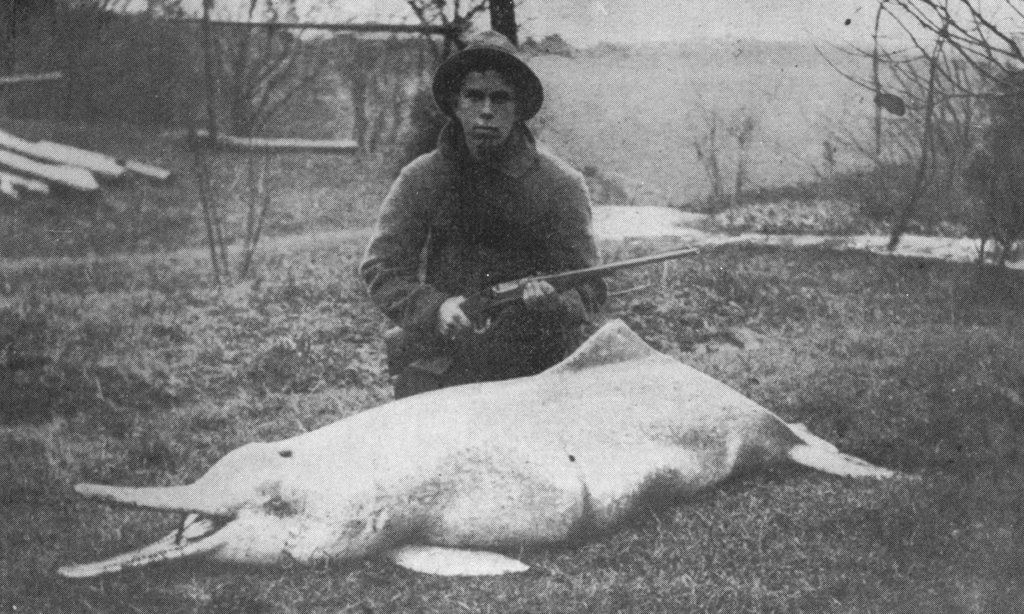
1914-ben lelőtt egyed
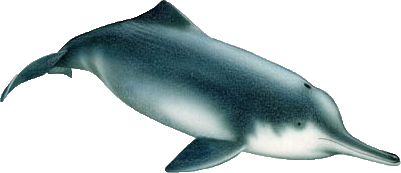
Rajz az állatról

### Fordítás
- Ez a szócikk részben vagy egészben  a   Baiji című angol Wikipédia-szócikk ezen változatának fordításán alapul.  Az eredeti cikk szerkesztőit annak laptörténete sorolja fel. Ez a jelzés csupán a megfogalmazás eredetét és a szerzői jogokat jelzi, nem szolgál a cikkben szereplő információk forrásmegjelöléseként.